# Sonny West (actor)
Delbert Bryant West Jr. (Memphis, 5 de julio de 1938 - Hendersonville, 24 de mayo de 2017), conocido profesionalmente como Sonny West, fue un actor y especialista de cine estadounidense, reconocido principalmente por su asociación con Elvis Presley.

## Biografía
Nacido en Memphis, West fue amigo y guardaespaldas del cantante Elvis Presley junto con su primo Red West durante dieciséis años. Tanto West como Elvis crecieron en diferentes proyectos de bajos ingresos en Memphis y, aunque vivían cerca el uno del otro, nunca se conocieron en la infancia. Antes y después del fallecimiento del cantante, West escribió varios libros e hizo apariciones públicas en convenciones y reuniones relacionadas con Elvis, en las que habló sobre su tiempo de trabajo con el artista y su relación.
Como actor, participó en producciones de cine y televisión como The Man from U.N.C.L.E., Daniel Boone, The Hellcats o The Rookies, y se desempeñó como especialista de cine en Live A Little, Love A Little, Tickle Me y Harum Scarum, todas en la década de 1960.
En abril de 2012 fue diagnosticado con cáncer de amígdala en fase 4. Aunque fue tratado con éxito, posteriormente reapareció. Más tarde también sufrió cáncer de pulmón, problemas cardíacos y neumonía. Fue hospitalizado en octubre de 2016, y permaneció allí hasta que murió ocho meses después, el 24 de mayo de 2017, a dos meses de cumplir los 79 años.
En Elvis, el biopic de 2022 dirigido por Baz Luhrmann, el actor Mike Bingaman se encargó de representar a West.

## Filmografía
- 1962 - Kid Galahad
- 1965 - The Man from U.N.C.L.E.
- 1966 - The Navy vs. the Night Monsters
- 1967 - Daniel Boone
- 1967 - A Matter of Blood
- 1968 - The Hellcats
- 1968 - Stay Away, Joe
- 1970 - Bigfoot
- 1975 - The Rookies
- 1978 - The Disc Jockey
- 1983 - E.S.P.